# Puchar Azji U-20 w piłce nożnej
Mistrzostwa Azji U-20 w piłce nożnej (ang. AFC U-20 Championship) (wg dawnego nazewnictwa Mistrzostwa Azji U-20 w piłce nożnej) – rozgrywki piłkarskie w Azji organizowane przez AFC i przeznaczone dla młodzieży do 20 lat. 
Zapoczątkowany został w Malaje w 1959 roku. W latach 1959–1978 turniej odbywał się co roku, od 1980 roku odbywa się co dwa lata. Format turnieju był wiele razy zmieniany. Obecnie składa się z dwóch etapów, podobnie jak w innych azjatyckich rozgrywkach mistrzostw AFC. W etapie eliminacyjnym mogą brać udział wszystkie członkowie AFC, a do etapu finałowego kwalifikuje się szesnaście drużyn. Do 2006 roku nosił nazwę Młodzieżowe Mistrzostwa Azji (ang. AFC Youth Championship).
Do 1978 w wypadku remisu obie drużyny zajmowały pierwsze lub trzecie miejsce. W 1966 i 1968 nie było żadnego oficjalnego meczu o 3. miejsce. Stąd nie zostały nagrodzone drużyny, które zajęły miejsce trzecie lub czwarte. Półfinaliści są wymienione w kolejności alfabetycznej. W 1959 i 1980-1985 nie było meczów finałowych i o 3 miejsce tylko był rozgrywany turniej każdy z każdym.

## Finały
| Rok            | Gospodarz                    |                                                                                | Finał                                                                          | Finał                                                                          | Finał                                                                          |                                                                                | Mecz o 3. miejsce                                                              | Mecz o 3. miejsce                                                              | Mecz o 3. miejsce |
| Rok            | Gospodarz                    | Zwycięzca                                                                      | Wynik                                                                          | 2. miejsce                                                                     | 3. miejsce                                                                     | Wynik                                                                          | 4. miejsce                                                                     |                                                                                |                   |
| 1959 Szczegóły | Malaje                       | Korea Południowa                                                               | –(4)                                                                           | Malaje                                                                         | Japonia                                                                        | –(4)                                                                           | Hongkong                                                                       |                                                                                |                   |
| 1960 Szczegóły | Malaje                       | Korea Południowa                                                               | 4:0                                                                            | Malaje                                                                         | Hongkong                                                                       | 2:1                                                                            | Japonia                                                                        |                                                                                |                   |
| 1961 Szczegóły | Tajlandia                    | Birma Indonezja                                                                | 0:0 2                                                                          |                                                                                | Tajlandia                                                                      | 2:1                                                                            | Korea Południowa                                                               |                                                                                |                   |
| 1962 Szczegóły | Tajlandia                    | Tajlandia                                                                      | 2:1                                                                            | Korea Południowa                                                               | Indonezja                                                                      | 3:0                                                                            | Malaje                                                                         |                                                                                |                   |
| 1963 Szczegóły | Malaje                       | Korea Południowa Birma                                                         | 2:2 2                                                                          |                                                                                | Tajlandia                                                                      | 2:0                                                                            | Hongkong                                                                       |                                                                                |                   |
| 1964 Szczegóły | Wietnam Południowy           | Birma Izrael                                                                   | 0:0 2                                                                          |                                                                                | Wietnam Południowy                                                             | 2:0                                                                            | Indonezja                                                                      |                                                                                |                   |
| 1965 Szczegóły | Japan                        | Izrael                                                                         | 5:0                                                                            | Birma                                                                          | Malezja                                                                        | 4:1                                                                            | Hongkong                                                                       |                                                                                |                   |
| 1966 Szczegóły | Filipiny                     | Izrael Birma                                                                   | 1:1 2                                                                          |                                                                                | Chiny Tajlandia                                                                | 3                                                                              |                                                                                |                                                                                |                   |
| 1967 Szczegóły | Tajlandia                    | Izrael                                                                         | 3:0                                                                            | Indonezja                                                                      | Birma                                                                          | 4:0                                                                            | Singapur                                                                       |                                                                                |                   |
| 1968 Szczegóły | Korea Południowa             | Birma                                                                          | 4:0                                                                            | Malezja                                                                        | Korea Południowa Izrael                                                        | 3                                                                              |                                                                                |                                                                                |                   |
| 1969 Szczegóły | Tajlandia                    | Birma Tajlandia                                                                | 2:2 2                                                                          |                                                                                | Iran                                                                           | 2:1                                                                            | Izrael                                                                         |                                                                                |                   |
| 1970 Szczegóły | Filipiny                     | Birma                                                                          | 3:0                                                                            | Indonezja                                                                      | Korea Południowa                                                               | 5:0                                                                            | Japonia                                                                        |                                                                                |                   |
| 1971 Szczegóły | Japonia                      | Izrael                                                                         | 1:0                                                                            | Korea Południowa                                                               | Birma                                                                          | 2:0                                                                            | Japonia                                                                        |                                                                                |                   |
| 1972 Szczegóły | Tajlandia                    | Izrael                                                                         | 1:0                                                                            | Korea Południowa                                                               |                                                                                | 1                                                                              |                                                                                |                                                                                |                   |
| 1973 Szczegóły | Iran                         | Iran                                                                           | 2:0                                                                            | Japonia                                                                        |                                                                                | 1                                                                              |                                                                                |                                                                                |                   |
| 1974 Szczegóły | Tajlandia                    | Indie Iran                                                                     | 2:2 2                                                                          |                                                                                |                                                                                | 1                                                                              |                                                                                |                                                                                |                   |
| 1975 Szczegóły | Kuwejt                       | Irak Iran                                                                      | 0:0 2                                                                          |                                                                                | Kuwejt Korea Północna                                                          | 2:2 3                                                                          |                                                                                |                                                                                |                   |
| 1976 Szczegóły | Tajlandia                    | Iran Korea Północna                                                            | 0:0 2                                                                          |                                                                                | Korea Południowa                                                               | 2:1                                                                            | Tajlandia                                                                      |                                                                                |                   |
| 1977 Szczegóły | Iran                         | Irak                                                                           | 4:3                                                                            | Iran                                                                           | Bahrajn                                                                        | 3:1                                                                            | Japonia                                                                        |                                                                                |                   |
| 1978 Szczegóły | Bangladesz                   | Irak Korea Południowa                                                          | 1:1 2                                                                          |                                                                                | Korea Północna Kuwejt                                                          | 1:1 3                                                                          |                                                                                |                                                                                |                   |
| 1979           | Chiny                        | Odwołany z powodu problemów z wejściem reprezentacji Korei Południowej do Chin | Odwołany z powodu problemów z wejściem reprezentacji Korei Południowej do Chin | Odwołany z powodu problemów z wejściem reprezentacji Korei Południowej do Chin | Odwołany z powodu problemów z wejściem reprezentacji Korei Południowej do Chin | Odwołany z powodu problemów z wejściem reprezentacji Korei Południowej do Chin | Odwołany z powodu problemów z wejściem reprezentacji Korei Południowej do Chin | Odwołany z powodu problemów z wejściem reprezentacji Korei Południowej do Chin |                   |
| 1980 Szczegóły | Tajlandia                    | Korea Południowa                                                               | 4                                                                              | Katar                                                                          | Japonia                                                                        | 4                                                                              | Tajlandia                                                                      |                                                                                |                   |
| 1982 Szczegóły | Tajlandia                    | Korea Południowa                                                               | 4                                                                              | Chiny                                                                          | Irak                                                                           | 4                                                                              | Zjednoczone Emiraty Arabskie                                                   |                                                                                |                   |
| 1985 Szczegóły | Zjednoczone Emiraty Arabskie | Chiny                                                                          | 4                                                                              | Arabia Saudyjska                                                               | Zjednoczone Emiraty Arabskie                                                   | 4                                                                              | Tajlandia                                                                      |                                                                                |                   |
| 1986 Szczegóły | Arabia Saudyjska             | Arabia Saudyjska                                                               | 2:0                                                                            | Bahrajn                                                                        | Korea Północna                                                                 | 1:0                                                                            | Katar                                                                          |                                                                                |                   |
| 1988 Szczegóły | Katar                        | Irak                                                                           | 1:1 karne 5:4                                                                  | Syria                                                                          | Katar                                                                          | 2:0                                                                            | Zjednoczone Emiraty Arabskie                                                   |                                                                                |                   |
| 1990 Szczegóły | Indonezja                    | Korea Południowa                                                               | 0:0 karne 4:3                                                                  | Korea Północna                                                                 | Syria                                                                          | 1:0                                                                            | Katar                                                                          |                                                                                |                   |
| 1992 Szczegóły | Zjednoczone Emiraty Arabskie | Arabia Saudyjska                                                               | 2:0                                                                            | Korea Południowa                                                               | Japonia                                                                        | 3:0                                                                            | Zjednoczone Emiraty Arabskie                                                   |                                                                                |                   |
| 1994 Szczegóły | Indonezja                    | Syria                                                                          | 2:1                                                                            | Japonia                                                                        | Tajlandia                                                                      | 1:1 karne 3:2                                                                  | Irak                                                                           |                                                                                |                   |
| 1996 Szczegóły | Korea Południowa             | Korea Południowa                                                               | 3:0                                                                            | Chiny                                                                          | Zjednoczone Emiraty Arabskie                                                   | 2:2 karne 4:3                                                                  | Japonia                                                                        |                                                                                |                   |
| 1998 Szczegóły | Tajlandia                    | Korea Południowa                                                               | 2:1                                                                            | Japonia                                                                        | Arabia Saudyjska                                                               | 3:1                                                                            | Kazachstan                                                                     |                                                                                |                   |
| 2000 Szczegóły | Iran                         | Irak                                                                           | 2:1                                                                            | Japonia                                                                        | Chiny                                                                          | 2:2                                                                            | Iran                                                                           |                                                                                |                   |
| 2002 Szczegóły | Katar                        | Korea Południowa                                                               | 1:0                                                                            | Japonia                                                                        | Arabia Saudyjska                                                               | 4:0                                                                            | Uzbekistan                                                                     |                                                                                |                   |
| 2004 Szczegóły | Malezja                      | Korea Południowa                                                               | 2:0                                                                            | Chiny                                                                          | Japonia                                                                        | 1:1 karne 4:3                                                                  | Syria                                                                          |                                                                                |                   |
| 2006 Szczegóły | Indie                        | Korea Północna                                                                 | 1:1 karne 5:3                                                                  | Japonia                                                                        | Korea Południowa                                                               | 2:0                                                                            | Jordania                                                                       |                                                                                |                   |
| 2008 Szczegóły | Arabia Saudyjska             | Zjednoczone Emiraty Arabskie                                                   | 2:1                                                                            | Uzbekistan                                                                     | Korea Południowa                                                               | 1                                                                              | Australia                                                                      |                                                                                |                   |
| 2010 Szczegóły | Chiny                        | Korea Północna                                                                 | 3:2                                                                            | Australia                                                                      | Korea Południowa                                                               | 1                                                                              | Arabia Saudyjska                                                               |                                                                                |                   |
| 2012 Szczegóły | Zjednoczone Emiraty Arabskie | Korea Południowa                                                               | 1:1 karne 4:1                                                                  | Irak                                                                           | Uzbekistan                                                                     | 1                                                                              | Australia                                                                      |                                                                                |                   |
| 2014 Szczegóły | Mjanma                       | Katar                                                                          | 1:0                                                                            | Korea Północna                                                                 | Mjanma                                                                         | 1                                                                              | Uzbekistan                                                                     |                                                                                |                   |
| 2016 Szczegóły | Bahrajn                      | Japonia                                                                        | 0:0 (dogr.) (k. 5:3)                                                           | Arabia Saudyjska                                                               | Iran                                                                           | 1                                                                              | Wietnam                                                                        |                                                                                |                   |
| 2018 Szczegóły | Indonezja                    | Arabia Saudyjska                                                               | 2:1                                                                            | Korea Południowa                                                               | Japonia                                                                        | 1                                                                              | Katar                                                                          |                                                                                |                   |
| 2020           | Uzbekistan                   | nie rozegrano z powodu COVID-19                                                | nie rozegrano z powodu COVID-19                                                | nie rozegrano z powodu COVID-19                                                | nie rozegrano z powodu COVID-19                                                | nie rozegrano z powodu COVID-19                                                | nie rozegrano z powodu COVID-19                                                | nie rozegrano z powodu COVID-19                                                |                   |
| 2023 Szczegóły | Uzbekistan                   | Uzbekistan                                                                     | 1:0                                                                            | Irak                                                                           | Korea Południowa                                                               | 1                                                                              | Japonia                                                                        |                                                                                |                   |
| 2025 Szczegóły | Chiny                        | Australia                                                                      | 1:1 (dogr.) (k. 5:4)                                                           | Arabia Saudyjska                                                               | Korea Południowa                                                               | 1                                                                              | Japonia                                                                        |                                                                                |                   |

## Statystyki
| Lp.     | Drużyna                      | Mistrz | Wicemistrz | Lata triumfów                                                           |
| ------- | ---------------------------- | ------ | ---------- | ----------------------------------------------------------------------- |
| 1.      | Korea Południowa             | 12     | 5          | 1959, 1960, 1963, 1978, 1980, 1982, 1990, 1996*, 1998, 2002, 2004, 2012 |
| 2.      | Mjanma                       | 7      | 1          | 1961, 1963, 1964, 1966, 1968, 1969, 1970                                |
| 3.      | Izrael                       | 6      | 0          | 1964, 1965, 1966, 1967, 1971, 1972                                      |
| 4.      | Irak                         | 5      | 2          | 1975, 1977, 1978, 1988, 2000                                            |
| 5.      | Iran                         | 4      | 1          | 1973*, 1974, 1975, 1976                                                 |
| 6.-7.   | Korea Północna               | 3      | 2          | 1976, 2006, 2010                                                        |
| 6.-7.   | Arabia Saudyjska             | 3      | 3          | 1986*, 1992, 2018                                                       |
| 8.      | Tajlandia                    | 2      | 0          | 1962*, 1969*                                                            |
| 9.      | Japonia                      | 1      | 6          | 2016                                                                    |
| 10.     | Chiny                        | 1      | 3          | 1985                                                                    |
| 11.     | Indonezja                    | 1      | 2          | 1961                                                                    |
| 12.-17. | Indie                        | 1      | 1          | 1974                                                                    |
| 12.-17. | Katar                        | 1      | 1          | 2014                                                                    |
| 12.-17. | Syria                        | 1      | 1          | 1994                                                                    |
| 12.-17. | Uzbekistan                   | 1      | 1          | 2023*                                                                   |
| 12.-17. | Zjednoczone Emiraty Arabskie | 1      | 1          | 2008                                                                    |
| 12.-17. | Australia                    | 1      | 1          | 2025                                                                    |
| 18.     | Malezja                      | 0      | 3          |                                                                         |
| 19.     | Bahrajn                      | 0      | 1          |                                                                         |

* = jako gospodarz